# Georges Pécron
Georges Eugène Pécron, né le 11 septembre 1851 à Paris et mort le 24 décembre 1913 à Calais, est un sculpteur français.

## Biographie
Né à Paris, Georges Pécron y travaille avec Charles-Auguste Lebourg et Jean-Baptiste Farochon. Il expose aux salons de Paris de 1869 à 1875, puis s'installe dans le Pas-de-Calais, où il meurt en 1913.